# THE IDOLM@STER MASTER LIVE
〈THE IDOLM@STER MASTER LIVE〉(아이돌마스터 마스터 라이브)는 2008년 2월 13일부터 일본 컬럼비아에서 발매되고 있는 엑스박스 360 전용 소프트 'THE IDOLM@STER LIVE FOR YOU!'의 사운드 트랙 CD시리즈이다.

## 개요
THE IDOLM@STER LIVE FOR YOU!의 DLC 신곡의 롱 버전과 기존곡리믹스의 롱 버전을 수록.
'00'는 완전 초회 한정 생산. '01~04'의 첫회판의 구입 특전으로서 오리지널 트레이딩 카드가 선물 되었다. 쟈켓 일러스트는 안닌도후가 담당.

## 00 shiny smile
수록곡
1. shiny smile(M@STER VERSION) 
가: 아마미 하루카(나카무라 에리코) · 키사라기 치하야(이마이 아사미) · 아키즈키 리츠코(와카바야시 나오미)
작사: 아침해제, 작곡·편곡: NBGI(Yoshi)
2. 발렌타인
가: 호시이 미키(하세가와 아키코) · 후타미 아미/마미(시모다 아사미)
작사·작곡·편곡: 모모이 하루코, 편곡: 사이토 신야
3. THE IDOLM@STER(k VERSION)
가: 오토나시 코토리(타키타 쥬리)
작사: 나카무라 메구미, 작곡·편곡: NBGI(사사키 히로시인)
4. shiny smile(M@STER VERSION) 오리지널 가라오케
작사: 아침해제, 작곡·편곡: NBGI(Yoshi)
5. 발렌타인 오리지널 가라오케
작사·작곡·편곡: 모모이 붙이는 개, 편곡: 사이토 신야

## 01 REM@STER-A
수록곡
1. 개막의 인사
2. GO MY WAY!! (REM@STER-A)
가: 호시이 미키(하세가와 아키코)·미우라 아즈사(타카하시 치아키) · 후타미 아미(시모다 아사미)
작사: yura, 작곡·편곡: NBGI(고사키 사토루), 어레인지: 코우즈 히로유키
3. 포지티브! (REM@STER-A)
가: 미우라 아즈사(타카하시 치아키)
작사: NBGI(mft), 작곡·편곡: NBGI(나카가와 코지), 어레인지: 타케나카 후미카즈
4. relations(REM@STER-A)
가: 아마미 하루카(나카무라 에리코)
작사: NBGI(mft), 작곡·편곡: NBGI(나카가와 코지), 어레인지: 타케나카 후미카즈
5. 마법을 걸어! (REM@STER-A)
가: 타카츠키 야요이(니고 마야코)
작사·작곡·편곡: NBGI(고사키 사토루), 어레인지: 사토 남자 아이
6. 안녕!! 아침밥(REM@STER-A)
가: 후타미 마미(시모다 아사미)&야키니크만(쿠시타 아키라)
작사: 나카무라 메구미, 작곡·편곡: NBGI(사사키 히로시인), 어레인지: 엔도 마사키
7. Here we go!! (REM@STER-A)
가: 호시이 미키(하세가와 아키코)
작사: yura, 작곡·편곡: NBGI(Jesahm), 어레인지: 미야가키 켄이치로우
8. 9:02pm(REM@STER-A)
가: 후타미 아미(시모다 아사미)
작사: yura, 작곡·편곡: NBGI(Jesahm), 어레인지: 니시모토 타카시랑
9. 추억에 고마워(REM@STER-A)
가: 아마미 하루카(나카무라 에리코)·타카츠키 야요이(니고 마야코)·후타미 마미(시모다 아사미)
작사: 나카무라 메구미, 작곡·편곡: NBGI(사사키 히로시인), 어레인지: 미야가키 켄이치로우
10. 함께
가: 아마미 하루카(나카무라 에리코)·타카츠키 야요이(니고 마야코)·호시이 미키(하세가와 아키코)·미우라 아즈사·(타카하시 치아키)·후타미 아미/마미(시모다 아사미)
작사: yura, 작곡·편곡: 등말수
11. 보너스 트랙 토크

## 02 REM@STER-B
수록곡
1. 개막의 인사
2. 나는 아이돌♡(REM@STER-B)
가: 키사라기 치하야(이마이 아사미)·오토나시 코토리(타키타 쥬리)·하기와라 유키호(오치아이 유리카)
작사: 나카무라 메구미, 작곡·편곡: NBGI(사사키 히로시인), 어레인지: 미야가키 켄이치로우
3. First Stage(REM@STER-B)
가: 키쿠치 마코토(히라타 히로미)
작사: 나카무라 메구미, 작곡·편곡: NBGI(사사키 히로시인), 어레인지: 타케나카 후미카즈
4. 태양의 질투(REM@STER-B)
가: 아키즈키 리츠코(와카바야시 나오미)
작사: 모리 유리코, 작곡·편곡: NBGI(시이나 고), 어레인지: 타케나카 후미카즈
5. 파랑새(REM@STER-B)
가: 하기와라 유키호(오치아이 유리카)
작사: 모리 유리코, 작곡·편곡: NBGI(시이나 고), 어레인지: 미야가키 켄이치로우
6. 에이전트 밤을 걷다(REM@STER-B)
가: 키사라기 치하야(이마이 아사미)
작사·작곡·편곡: NBGI(LindaAI-CUE), 어레인지: 미야가키 켄이치로우
7. My Best Friend(REM@STER-B)
가: 미나세 이오리(쿠기미야 리에)
작사: NBGI(uRy), 작곡·편곡: NBGI(움푹 팬 곳 히로시), 편곡: NBGI(오우에 마사코)
8. 곧바로(REM@STER-B)
가: 오토나시 코토리(타키타 쥬리)
작사: 아침해제, 작곡·편곡: NBGI(Yoshi), 어레인지: 코우즈 히로유키
9. THE IDOLM@STER(REM@STER-B)
가: 미나세 이오리(쿠기미야 리에)·키쿠치 마코토(히라타 히로미)·아키즈키 리츠코(와카바야시 나오미)
작사: 나카무라 메구미, 작곡·편곡: NBGI(사사키 히로시인)·어레인지: 사사모토 야스사
10. It's Show
가: 키사라기 치하야(이마이 아사미)·미나세 이오리(쿠기미야 리에)·아키즈키 리츠코(와카바야시 나오미)·키쿠치 마코토(히라타 히로미)·하기와라 유키호(오치아이 유리카)·오토나시 코토리(타키타 쥬리)
작사: yura, 작곡·편곡: 등말수
11. 보너스 트랙 토크

## 03 Do-Dai
수록곡
1. 개막의 인사
2. Do-Dai(M@STER VERSION) 
가: 타카츠키 야요이(니고 마야코)·후타미 아미(시모다 아사미)·호시이 미키(하세가와 아키코)
작사: NBGI(mft), 작곡·편곡: NBGI(나카가와 코지)
3. YES♪
가: 아마미 하루카(나카무라 에리코)·키쿠치 마코토(히라타 히로미)
작사: yura, 작곡·편곡: 와카바야시 미츠루
4. ENCORE
5. My Best Friend(REM@STER-A)
가: 호시이 미키(하세가와 아키코)
작사: NBGI(uRy), 작곡·편곡: NBGI(움푹 팬 곳 히로시), 편곡: NBGI(오우에 마사코), 어레인지: 타케나카 후미카즈
6. 태양의 질투(REM@STER-A)
가: 후타미 아미(시모다 아사미)
작사: 모리 유리코, 작곡·편곡: NBGI(시이나 고), 어레인지: 타케나카 후미카즈
7. 나는 아이돌♡(REM@STER-A)
가: 타카츠키 야요이(니고 마야코)
작사: 나카무라 메구미, 작곡·편곡: NBGI(사사키 히로시인), 어레인지: 따오기늪 곧
8. 파랑새(REM@STER-A)
가: 아마미 하루카(나카무라 에리코)
작사: NBGI(시이나 고), 작곡·편곡
9. 안녕!! 아침밥(REM@STER-B)
가: 키쿠치 마코토(히라타 히로미)
작사: 나카무라 메구미, 작곡·편곡: NBGI(사사키 히로시인), 어레인지: 미즈노 토시히로시
10. Do-Dai(M@STER VERSION) 오리지널 가라오케
작사: NBGI(mft), 작곡·편곡: NBGI(나카가와 코지)
11. 보너스 트랙 토크

## 04 my song
수록곡
1. 개막의 인사
2. my song(M@STER VERSION) 
가: 미나세 이오리(쿠기미야 리에)·키쿠치 마코토(히라타 히로미)·미우라 아즈사(타카하시 치아키)
작사: yura, 작곡·편곡: 고사키 사토루
3. inferno
가: 키사라기 치하야(이마이 아사미)·하기와라 유키호(오치아이 유리카)
작사: yura Dark, 작곡·편곡: 등말수, 편곡: 쿠사노 요시히로
4. ENCORE
5. relations(REM@STER-B)
가: 미나세 이오리(쿠기미야 리에)
작사: NBGI(mft), 작곡·편곡: NBGI(나카가와 코지), 어레인지: 사토 남자 아이
6. 9:02pm(REM@STER-B)
가: 아키즈키 리츠코(와카바야시 나오미)
작사: yura, 작곡·편곡: NBGI(Jesahm), 어레인지: 와타나베 체르·타카키 리오
7. 마법을 걸어! (REM@STER-B)
가: 키사라기 치하야(이마이 아사미)
작사·작곡·편곡: NBGI(고사키 사토루), 어레인지: 엔도 마사키
8. Here we go!! (REM@STER-B)
가: 하기와라 유키호(오치아이 유리카)
작사: yura, 작곡·편곡: NBGI(Jesahm), 어레인지: 미즈노 토시히로시
9. 추억에 고마워(REM@STER-B)
가: 미우라 아즈사(타카하시 치아키)
작사: 나카무라 메구미, 작곡·편곡: NBGI(사사키 히로시인), 어레인지: 쿠마가이헌강
10. my song(M@STER VERSION) 오리지널 가라오케
작사: yura, 작곡·편곡: 고사키 사토루
11. 보너스 트랙 토크

## ENCORE
수록곡
1. 개막의 인사
2. shiny smile(M@STER VERSION) 
가: 호시이 미키(하세가와 아키코)·하기와라 유키호(오치아이 유리카)·타카츠키 야요이(니고 마야코)
작사: yura, 작곡·편곡: 고사키 사토루
3. 샤라라
가: 미우라 아즈사(타카하시 치아키)·아키즈키 리츠코(와카바야시 나오미)
작사: yura, 작곡·편곡: 카와다류하
4. GO MY WAY!! (REM@STER-B)
가: 키사라기 치하야(이마이 아사미)
작사: yura, 작곡·편곡: NBGI(고사키 사토루), 어레인지: 와타나베 체르
5. 포지티브! (REM@STER-B)
가: 타카츠키 야요이(니고 마야코)
작사: NBGI(mft), 작곡·편곡: NBGI(나카가와 코지), 어레인지: 사토 남자 아이
6. First Stage(REM@STER-A)
가: 미우라 아즈사(타카하시 치아키)
작사: 나카무라 메구미, 작곡·편곡: NBGI(사사키 히로시인), 어레인지: 타케나카 후미카즈
7. 에이전트 밤을 걷다(REM@STER-A)
가: 하기와라 유키호(오치아이 유리카)
작사·작곡·편곡: NBGI(LindaAI-CUE), 어레인지: 사토 남자 아이
8. 곧바로(REM@STER-A)
가: 아키즈키 리츠코(와카바야시 나오미)
작사: 아침해제, 작곡·편곡: NBGI(Yoshi), 어레인지: POM
9. THE IDOLM@STER(REM@STER-A)
가: 호시이 미키(하세가와 아키코)
작사: 나카무라 메구미, 작곡·편곡: NBGI(사사키 히로시인), 어레인지: Rayih
10. 선물
11. 꽃
가: 오토나시 코토리(타키타 쥬리)
작사: yura, 작곡·편곡: 등말수, 편곡: 경가순
12. 폐연의 인사